# استان شرقی (زامبیا)
استان شرقی (به لاتین: Eastern Province) یک منطقهٔ مسکونی در زامبیا است که در زامبیا واقع شده‌است. استان شرقی ۵۱٬۴۷۶ کیلومتر مربع مساحت و ۱٬۹۶۱٬۲۶۹ نفر جمعیت دارد و ۸۱۸ متر بالاتر از سطح دریا واقع شده‌است.